# School's Out
School's Out é o quinto álbum de estúdio do cantor e compositor americano Alice Cooper.
| Críticas profissionais                                                      | Críticas profissionais |
| Avaliações da crítica                                                       | Avaliações da crítica  |
| Fonte                                                                       | Avaliação              |
| --------------------------------------------------------------------------- | ---------------------- |
| Allmusic                                                                    | [ 1 ]                  |
| Rolling Stone                                                               | (mixed)                |
| Robert Christgau                                                            | (B-)                   |
| Esta tabela precisa de ser acompanhada por texto em prosa. Consulte o guia. |                        |

## Faixas
1. "School's Out"  (Alice Cooper, Glen Buxton, Michael Bruce, Dennis Dunaway, Neal Smith) – 3:26
2. "Luney Tune"  (Cooper, Dunaway) – 3:36
3. "Gutter Cat vs. the Jets"  (Buxton, Dunaway, Leonard Bernstein, Stephen Sondheim) – 4:39
4. "Street Fight"  (Cooper, Buxton, Bruce, Dunaway, Smith) – 0:55
5. "Blue Turk"  (Cooper, Bruce) – 5:29
6. "My Stars"  (Cooper, Bob Ezrin) – 5:46
7. "Public Animal #9"  (Cooper, Bruce) – 3:53
8. "Alma Mater"  (Smith) – 4:27
9. "Grande Finale"  (Cooper, Buxton, Bruce, Dunaway, Bob Ezrin, Smith, Mack David, Leonard Bernstein) – 4:36

## Músicos

### Banda
- Alice Cooper – voz
- Glen Buxton – guitarra (solo)
- Michael Bruce – guitarra (base), teclado
- Dennis Dunaway – baixo
- Neal Smith – bateria

### Apoio
- Dick Wagner - guitarra (solo) na faixa "My Stars"